# Željeznička pruga Pečuh – Bacik
Željeznička pruga Pečuh – Bacik je željeznička prometna linija Mađarskih državnih željeznica (MÁV-a) br. 64. Prolazi područjem Podunavlja.
Dužina dionice je 68 km, a širina tračnica je 1435 mm.
Najveća dopuštena brzina je 50 km/h.

## Vanjske poveznice
- (mađ.) Gyalogtúrák, hajtányos utazások a 64-es vonal bezárt szakaszán[neaktivna poveznica]
- (mađ.) 2005-ös állapotok Erdősmecske és Véménd között  Arhivirana inačica izvorne stranice od 15. ožujka 2008. (Wayback Machine)
- (mađ.) A vonal állomásai